# 小悪魔はなぜモテる?!
『小悪魔はなぜモテる?!』（原題: Easy A）は、ウィル・グラック監督、バート・V・ロイヤル脚本、エマ・ストーン主演による2010年の青春コメディ映画である。脚本の一部は小説『緋文字』の影響を受けている。北アメリカでは2010年9月17日にスクリーン・ジェムズの配給で公開され、12月21日にはDVDとBlu-ray Discが発売された。

## キャスト
| 役名                                   | 俳優                             | 日本語吹替 |
| -------------------------------------- | -------------------------------- | ---------- |
| オリーヴ・ペンダーガスト               | エマ・ストーン                   | 牛田裕子   |
| トッド                                 | ペン・バッジリー                 | 赤羽根健治 |
| マリアンヌ                             | アマンダ・バインズ               | 斉藤佑圭   |
| ブランドン                             | ダン・バード                     |            |
| グリフィス先生                         | トーマス・ヘイデン・チャーチ     | 宮崎寛務   |
| ローズマリー（オリーブの母）           | パトリシア・クラークソン         | 寺瀬今日子 |
| マイカ                                 | キャム・ギガンデット             |            |
| 指導カウンセラー（グリフィス先生の妻） | リサ・クドロー                   | 藤堂真衣   |
| ギボンズ校長                           | マルコム・マクダウェル           | 小原雅人   |
| リー                                   | アリソン・ミシェルカ             | 須藤祐実   |
| ディル（オリーブの父）                 | スタンリー・トゥッチ             | 宮坂俊蔵   |
| ブライアント牧師（マリアンヌの父）     | フレッド・アーミセン             |            |
| 中学2年のオリーヴ                      | ジュリエット・ゴリア             |            |
| アンソン                               | ジェイク・サンドヴィグ           |            |
| ニナ                                   | マハリー・ヘッサム               |            |
| チップ（オリーヴの弟）                 | ブライス・クライド・ジェンキンズ |            |
| マリアンヌのママ                       | ステイシー・トラヴィス           |            |
| マイカのママ                           | ボニー・バーローズ               |            |
| ゴシップ好きの女子高生                 | ラレイン（カメオ出演）           |            |

## 製作
脚本のバート・V・ロイヤルは、5日間で最後の10ページを除く全体の脚本を書いたと主張している。
ロイヤルの計画は、3つの古典的作品を映画化し、それらを同じ高校を舞台とすることで何名かのキャラクターを複数回登場させるというものであった。ロイヤルは最終的に本作のソースとなった『緋文字』の他には、『シラノ・ド・ベルジュラック』と『エドウィン・ドルードの謎』の翻案をやりたいと考えていた。
本作中でジョークとして使われた楽曲「Pocketful of Sunshine」は、ロイヤルの元々の脚本には無かった。彼は、オリーブの週末のモンタージュ（歌を紹介する）の間に再生する曲には、ケン・ノーディンの1966年のアルバム『コーラス』のトラックである「オリーヴ」を想定していた。
グラックの好きな作品は『フェリスはある朝突然に』であり、本作はそれや他のジョン・ヒューズ作品のへのオマージュが含まれる。
ロイヤルによると、彼の元々の脚本には「ファック」という単語が47回登場し、R指定映画として書かれていたが、結局それらは最終的に全てカットされた。撮影の段階でグラックは「ファック」が登場するものとそうでないものの2パターンを撮っていた。結果、映画は北アメリカではPG-13指定、イギリスでは15指定となった。
映画は全て、カリフォルニア州オーハイで撮影された。セットは一切使用されず、家屋は実際の住居が使われた。映画で「オーハイ・ノース・ハイ・スクール」として使用された学校はオーハイのノルトホフ・ハイスクールである。

## 公開
ワールド・プレミアはトロント国際映画祭で行われた。

### ホーム・メディア
アメリカでは2010年12月21日にDVDとBlu-ray Discが発売された。DVDには、エマ・ストーンのオーディション映像、グレッグ監督とストーンによるオーディオコメンタリーが収録された。またBlu-rayには特典としてメイキングなどが収録された。

## 評価

### 興行収入
2010年9月17日に北米2856館で公開され、初日に678万7163ドル、初週末3日間で1773万4040ドルを売り上げ、同週公開の『ザ・タウン』に次いで初登場2位だった。これは、ソニーが期待していた1500万ドルを上回る成績であった。2011年11月11日までに北米で5840万1464ドル、その他で1655万841ドル、全世界で7495万2305ドルの興行収入となっている。

### 批評家の反応
本作は評論家からは概ね好評を得ており、ストーンの演技は賞賛された。Rotten Tomatoesでは174件のレビュー中、支持率は87%で、平均点は10点満点で7.1点となった。Metacriticは35件のレビューでポディシブなものが32件、どちらともいえないものが3件であり、平均点は100点満点で72点となった。
『シカゴ・サンタイムズ』の映画評論家のロジャー・イーバートは4つ星満点で3つ星半を与えた。また、Us Weeklyのジョン・グリフィスは4つ星満点で2つ星半を与え、「ハスキーボイスで燃えるような色の髪のストーンは、昔のリンジー・ローハンのようで壮観だ」と褒めたが、その後「ストーリーは薄く、笑いの要素はわずかだ」と続けた。

### 受賞歴
| 賞                               | 部門                                    | 候補者                             | 結果       |
| -------------------------------- | --------------------------------------- | ---------------------------------- | ---------- |
| ゴールデングローブ賞             | 主演女優賞 (ミュージカル・コメディ部門) | エマ・ストーン                     | ノミネート |
| コメディ賞                       | コメディ女優賞                          | エマ・ストーン                     | ノミネート |
| コメディ賞                       | コメディ映画賞                          |                                    | ノミネート |
| ピープルズ・チョイス・アワード   | コメディ映画賞                          |                                    | ノミネート |
| クリティクス・チョイス・アワード | コメディ映画賞                          |                                    | 受賞       |
| MTVムービー・アワード            | 女性演技賞                              | エマ・ストーン                     | ノミネート |
| MTVムービー・アワード            | コメディ演技賞                          | エマ・ストーン                     | 受賞       |
| MTVムービー・アワード            | 台詞賞                                  | エマ・ストーンとアマンダ・バインズ | ノミネート |
| ティーン・チョイス・アワード     | ロマンティック・コメディ映画賞          |                                    | 受賞       |
| ティーン・チョイス・アワード     | ロマンティック・コメディ男優賞          | ペン・バッジリー                   | ノミネート |
| ティーン・チョイス・アワード     | ロマンティック・コメディ女優賞          | エマ・ストーン                     | 受賞       |
| ティーン・チョイス・アワード     | 映画女性シーン・スティーラー賞          | アリソン・ミシェルカ               | ノミネート |
| エンパイア賞                     | コメディ賞                              |                                    | ノミネート |

## サウンドトラック
サウンドトラックは2010年9月14日にiTunesで発売された。それにはプッシーキャット・ドールズ、ワンリパブリック、レンカ、ナターシャ・ベディングフィールド、カーディナル・オフィシャル、ザ・ドリーロッツ、デス・キャブ・フォー・キューティー、ジェシー・Jが収録されている。
また、エマ・ストーンはエディ・フロイドの「ノック・オン・ウッド」を歌う。